# 任意売却
任意売却（にんいばいきゃく）とは、債務者（所有者）が住宅ローンに付保及び付加された抵当権及び根抵当権、差押等が完済できず、多額の債務が残る（オーバーローン）場合において、債権者（借りた金融機関）の同意を得て、差押解除及び抵当権抹消をしてもらう任意の売却方法を指す。略して「任売」（にんばい）とも呼ばれる。
任意売却については、競売前に行われた不動産売買をいう。
任意売却により売却した住宅ローン等の残債については、債権者等との協議により分割して完済する方法か、弁護士を依頼し、債務整理する必要がある。よって、残債を放置した場合には、給与や財産の差押等を受ける。